# Oscar de melhor ator
O Oscar de Melhor Ator (do inglês: Academy Award for Best Actor) é uma categoria de premiação do Óscar (dentro das 23 categorias atuais) referente a escolha de melhor ator de uma produção cinematográfica; é o prêmio anual que a Academia de Artes e Ciências Cinematográficas dos Estados Unidos oferece em honra a um ator que realizou uma interpretação extraordinária em um papel principal enquanto trabalhava na indústria do cinema, em uma produção no ano anterior ao da realização da cerimônia.
A 1.ª Cerimônia do Oscar aconteceu em 1929 com Emil Jannings recebendo o prêmio por seus papéis nos filmes The Last Command e The Way of All Flesh. Atualmente, os indicados são determinados por voto único transferível dentro do ramo dos atores da Academia; vencedores são escolhidos por pluralidade de votos de todos os membros votantes elegíveis da Academia.
Nos primeiros três anos do prêmio, atores eram indicados como os melhores em suas categorias. Na época, todos os seus trabalhos realizados durante o período qualificativo (em alguns casos chegando até três filmes) eram listados na indicação. Entretanto, apenas um desses filmes foi citado como a indicação final de cada ator durante a 3.ª cerimônia em 1930, mesmo eles tendo dois filmes inscritos na votação. Esse sistema confuso e difícil foi substituído no ano seguinte pelo sistema atual em que um ator é indicado por uma interpretação específica em um único filme. Começando com a 9.ª cerimônia em 1937, a categoria foi oficialmente limitada a cinco indicados anualmente.
Desde sua criação, 79 atores já receberam o Oscar de Melhor Ator. Daniel Day-Lewis é o maior vencedor desta categoria com três prêmios. Adrien Brody é o ator mais jovem da história a receber o prêmio, com apenas 29 anos de idade, por The Pianist em 2002, já Anthony Hopkins é o ator mais velho a receber o premio, aos 83 anos, por seu filme The Father em 2021. Spencer Tracy e Laurence Olivier são os recordistas de indicações, com nove cada. O vencedor mais recente é Adrien Brody por seu papel como László Tóth no filme The Brutalist.

## Vencedores e indicados
Nas tabelas a seguir, os anos são listados como o de realização da cerimônia de entrega do prêmio, geralmente correspondendo ao ano seguinte do de lançamento do filme no Condado de Los Angeles. Para as cinco primeiras cerimônias, o período elegível era formado por doze meses de 1 de agosto a 31 de julho. A elegibilidade para a 6.ª cerimônia de 1934 durou de 1 de agosto de 1932 a 31 de dezembro de 1933. Começando com a 7.ª cerimônia em 1935, o período de elegibilidade passou a ser o ano civil anterior completo de 1 de janeiro a 31 de dezembro.
Legenda:
     Vencedor      Vencedor que recusou o prêmio      Vencedor póstumo      Indicação póstuma

### Década de 1920
| Ano  | Vencedores e Indicados | Filme                  | Personagem                   | Ref.ª  |
| ---- | ---------------------- | ---------------------- | ---------------------------- | ------ |
| 1929 | Emil Jannings          | The Last Command       | Grão-Duque Sergius Alexander | [ 12 ] |
| 1929 | Emil Jannings          | The Way of All Flesh   | August Schilling             | [ 12 ] |
| 1929 | Richard Barthelmess    | The Noose              | Nickie Elkins                | [ 12 ] |
| 1929 | Richard Barthelmess    | The Patent Leather Kid | Garoto do Couro              | [ 12 ] |

### Década de 1930
| Ano  | Vencedores e Indicados | Filme                             | Personagem                             | Ref.ª  |
| ---- | ---------------------- | --------------------------------- | -------------------------------------- | ------ |
| 1930 | Warner Baxter          | In Old Arizona                    | Cisco Kid                              | [ 13 ] |
| 1930 | George Bancroft        | Thunderbolt                       | Raio Jim Lang                          | [ 13 ] |
| 1930 | Chester Morris         | Alibi                             | Chick Williams (N.º 1 065)             | [ 13 ] |
| 1930 | Paul Muni              | The Valiant                       | James Dyke                             | [ 13 ] |
| 1930 | Lewis Stone            | The Patriot                       | Conde Peter Ludwig von der Pahlen      | [ 13 ] |
| 1931 | George Arliss          | Disraeli                          | Primeiro-Ministro Benjamin Disraeli    | [ 15 ] |
| 1931 | George Arliss          | The Green Goddess                 | O Rajá de Rukh                         | [ 15 ] |
| 1931 | Wallace Beery          | The Big House                     | Butch Schmidt                          | [ 15 ] |
| 1931 | Maurice Chevalier      | The Big Pond                      | Pierre Mirande                         | [ 15 ] |
| 1931 | Maurice Chevalier      | The Love Parade                   | Conde Alfred Renard                    | [ 15 ] |
| 1931 | Ronald Colman          | Bulldog Drummond                  | Capitão Hugh Drummond                  | [ 15 ] |
| 1931 | Ronald Colman          | Condemned                         | Michel                                 | [ 15 ] |
| 1931 | Lawrence Tibbett       | The Rogue Song                    | Yegor                                  | [ 15 ] |
| 1932 | Lionel Barrymore       | A Free Soul                       | Stephen Ashe                           | [ 16 ] |
| 1932 | Adolphe Menjou         | The Front Page                    | Walter Burns                           | [ 16 ] |
| 1932 | Jackie Cooper          | Skippy                            | Skippy                                 | [ 16 ] |
| 1932 | Richard Dix            | Cimarron                          | Yancey Cravat                          | [ 16 ] |
| 1932 | Fredric March          | The Royal Family of Broadway      | Tony Cavendish                         | [ 16 ] |
| 1933 | Fredric March          | Dr. Jekyll and Mr. Hyde           | Dr. Henry L. Jekyll / Sr. Hyde         | [ 18 ] |
| 1933 | Wallace Beery          | The Champ                         | Andy Purcell                           | [ 18 ] |
| 1933 | Alfred Lunt            | The Guardsman                     | O Ator                                 | [ 18 ] |
| 1934 | Charles Laughton       | The Private Life of Henry VIII    | Rei Henrique VIII da Inglaterra        | [ 19 ] |
| 1934 | Leslie Howard          | Berkeley Square                   | Peter Standish                         | [ 19 ] |
| 1934 | Paul Muni              | I Am a Fugitive from a Chain Gang | James Allen                            | [ 19 ] |
| 1935 | Clark Gable            | It Happened One Night             | Peter Warne                            | [ 20 ] |
| 1935 | Frank Morgan           | The Affairs of Cellini            | Alexandre de Médici, Duque de Florença | [ 20 ] |
| 1935 | William Powell         | The Thin Man                      | Nick Charles                           | [ 20 ] |
| 1936 | Victor McLaglen        | The Informer                      | Gypo Nolan                             | [ 21 ] |
| 1936 | Clark Gable            | Mutiny on the Bounty              | Oficial Mestre Fletcher Christian      | [ 21 ] |
| 1936 | Charles Laughton       | Mutiny on the Bounty              | Capitão William Bligh                  | [ 21 ] |
| 1936 | Franchot Tone          | Mutiny on the Bounty              | Roger Byam                             | [ 21 ] |
| 1936 | Paul Muni              | Black Fury                        | Joe Radek                              | [ 21 ] |
| 1937 | Paul Muni              | The Story of Louis Pasteur        | Louis Pasteur                          | [ 24 ] |
| 1937 | Gary Cooper            | Mr. Deeds Goes to Town            | Deeds                                  | [ 24 ] |
| 1937 | Walter Huston          | Dodsworth                         | Sam Dodsworth                          | [ 24 ] |
| 1937 | William Powell         | My Man Godfrey                    | Godfrey Park                           | [ 24 ] |
| 1937 | Spencer Tracy          | San Francisco                     | Padre Tim Mullin                       | [ 24 ] |
| 1938 | Spencer Tracy          | Captains Courageous               | Manuel                                 | [ 25 ] |
| 1938 | Charles Boyer          | Conquest                          | Imperador Napoleão Bonaparte           | [ 25 ] |
| 1938 | Fredric March          | A Star Is Born                    | Norman Maine                           | [ 25 ] |
| 1938 | Robert Montgomery      | Night Must Fall                   | Danny                                  | [ 25 ] |
| 1938 | Paul Muni              | The Life of Emile Zola            | Émile Zola                             | [ 25 ] |
| 1939 | Spencer Tracy          | Boys Town                         | Padre Edward Flanagan                  | [ 26 ] |
| 1939 | Charles Boyer          | Algiers                           | Pepe le Moko                           | [ 26 ] |
| 1939 | James Cagney           | Angels with Dirty Faces           | Rocky Sullivan                         | [ 26 ] |
| 1939 | Robert Donat           | The Citadel                       | Dr. Andrew Manson                      | [ 26 ] |
| 1939 | Leslie Howard          | Pygmalion                         | Professor Henry Higgins                | [ 26 ] |

### Década de 1940
| Ano  | Vencedores e Indicados | Filme                        | Personagem                      | Ref.ª  |
| ---- | ---------------------- | ---------------------------- | ------------------------------- | ------ |
| 1940 | Robert Donat           | Goodbye, Mr. Chips           | Arthur Chipping                 | [ 27 ] |
| 1940 | Clark Gable            | Gone with the Wind           | Rhett Butler                    | [ 27 ] |
| 1940 | Laurence Olivier       | Wuthering Heights            | Heathcliff                      | [ 27 ] |
| 1940 | Mickey Rooney          | Babes in Arms                | Mickey Moran                    | [ 27 ] |
| 1940 | James Stewart          | Mr. Smith Goes to Washington | Jefferson Smith                 | [ 27 ] |
| 1941 | James Stewart          | The Philadelphia Story       | Macaulay Connor                 | [ 28 ] |
| 1941 | Charlie Chaplin        | The Great Dictator           | Adenoid Hynkel / Barbeiro Judeu | [ 28 ] |
| 1941 | Henry Fonda            | The Grapes of Wrath          | Tom Joad                        | [ 28 ] |
| 1941 | Raymond Massey         | Abe Lincoln in Illinois      | Abraham Lincoln                 | [ 28 ] |
| 1941 | Laurence Olivier       | Rebecca                      | "Maxim" de Winter               | [ 28 ] |
| 1942 | Gary Cooper            | Sargeant York                | Sargento Alvin C. York          | [ 29 ] |
| 1942 | Cary Grant             | Penny Serenade               | Roger Adams                     | [ 29 ] |
| 1942 | Walter Huston          | All That Money Can Buy       | Sr. Scratch                     | [ 29 ] |
| 1942 | Robert Montgomery      | Here Comes Mr. Jordan        | Joe Pendleton                   | [ 29 ] |
| 1942 | Orson Welles           | Citizen Kane                 | Charles Foster Kane             | [ 29 ] |
| 1943 | James Cagney           | Yankee Doodle Dandy          | George M. Cohan                 | [ 30 ] |
| 1943 | Ronald Colman          | Random Harvest               | Charles Rainier                 | [ 30 ] |
| 1943 | Gary Cooper            | The Pride of the Yankees     | Lou Gehrig                      | [ 30 ] |
| 1943 | Walter Pidgeon         | Mrs. Miniver                 | Clem Miniver                    | [ 30 ] |
| 1943 | Monty Woolley          | The Pied Piper               | Howard                          | [ 30 ] |
| 1944 | Paul Lukas             | Watch on the Rhine           | Kurt Muller                     | [ 31 ] |
| 1944 | Humphrey Bogart        | Casablanca                   | Rick Blaine                     | [ 31 ] |
| 1944 | Gary Cooper            | For Whom the Bell Tolls      | Robert Jordan                   | [ 31 ] |
| 1944 | Walter Pidgeon         | Madame Curie                 | Pierre Curie                    | [ 31 ] |
| 1944 | Mickey Rooney          | The Human Comedy             | Homer Macauley                  | [ 31 ] |
| 1945 | Bing Crosby            | Going My Way                 | Padre Chuck O'Malley            | [ 32 ] |
| 1945 | Charles Boyer          | Gaslight                     | Gregory Anton                   | [ 32 ] |
| 1945 | Barry Fitzgerald       | Going My Way                 | Padre Fitzgibbon                | [ 32 ] |
| 1945 | Cary Grant             | None But the Lonely Heart    | Ernie Mott                      | [ 32 ] |
| 1945 | Alexander Knox         | Wilson                       | Presidente Woodrow Wilson       | [ 32 ] |
| 1946 | Ray Milland            | The Lost Weekend             | Don Birnam                      | [ 33 ] |
| 1946 | Bing Crosby            | The Bells of St. Mary's      | Padre Chuck O'Malley            | [ 33 ] |
| 1946 | Gene Kelly             | Anchors Aweigh               | Joseph Brady                    | [ 33 ] |
| 1946 | Gregory Peck           | The Keys of the Kingdom      | Padre Francis Chisholm          | [ 33 ] |
| 1946 | Cornel Wilde           | A Song to Remember           | Frédéric Chopin                 | [ 33 ] |
| 1947 | Fredric March          | The Best Years of Our Lives  | Al Stephenson                   | [ 34 ] |
| 1947 | Laurence Olivier       | Henry V                      | Rei Henrique V da Inglaterra    | [ 34 ] |
| 1947 | Larry Parks            | The Jolson Story             | Al Jolson                       | [ 34 ] |
| 1947 | Gregory Peck           | The Yearling                 | Ezra "Penny" Baxter             | [ 34 ] |
| 1947 | James Stewart          | It's a Wonderful Life        | George Bailey                   | [ 34 ] |
| 1948 | Ronald Colman          | A Double Life                | Anthony John                    | [ 35 ] |
| 1948 | John Garfield          | Body and Soul                | Charlie Davis                   | [ 35 ] |
| 1948 | Gregory Peck           | Gentleman's Agreement        | Philip Schuyler Green           | [ 35 ] |
| 1948 | William Powell         | Life with Father             | Clarence Day, Sr.               | [ 35 ] |
| 1948 | Michael Redgrave       | Mourning Becomes Electra     | Orin Mannon                     | [ 35 ] |
| 1949 | Laurence Olivier       | Hamlet                       | Príncipe Hamlet da Dinamarca    | [ 36 ] |
| 1949 | Lew Ayres              | Johnny Belinda               | Dr. Robert Richardson           | [ 36 ] |
| 1949 | Montgomery Clift       | The Search                   | Ralph "Steve" Stevenson         | [ 36 ] |
| 1949 | Dan Dailey             | When My Baby Smiles at Me    | "Skid" Johnson                  | [ 36 ] |
| 1949 | Clifton Webb           | Sitting Pretty               | Lynn Aloysius Belvedere         | [ 36 ] |

### Década de 1950
| Ano  | Vencedores e Indicados | Filme                        | Personagem                              | Ref.ª  |
| ---- | ---------------------- | ---------------------------- | --------------------------------------- | ------ |
| 1950 | Broderick Crawford     | All the King's Men           | Willie Stark                            | [ 37 ] |
| 1950 | Kirk Douglas           | Champion                     | Michael Kelly                           | [ 37 ] |
| 1950 | Gregory Peck           | Twelve O'Clock High          | General Savage                          | [ 37 ] |
| 1950 | Richard Todd           | The Hasty Heart              | Cabo Lachlan "Lachie" MacLachlan        | [ 37 ] |
| 1950 | John Wayne             | Sands of Iwo Jima            | Sargento John M. Stryker                | [ 37 ] |
| 1951 | José Ferrer            | Cyrano de Bergerac           | Savinien de Cyrano de Bergerac          | [ 38 ] |
| 1951 | Louis Calhern          | The Magnificent Yankee       | Oliver Wendell Holmes, Jr.              | [ 38 ] |
| 1951 | William Holden         | Sunset Boulevard             | Joe Gillis                              | [ 38 ] |
| 1951 | James Stewart          | Harvey                       | Elwood P. Dowd                          | [ 38 ] |
| 1951 | Spencer Tracy          | Father of the Bride          | Stanley T. Banks                        | [ 38 ] |
| 1952 | Humphrey Bogart        | The African Queen            | Charlie Allnut                          | [ 39 ] |
| 1952 | Marlon Brando          | A Streetcar Named Desire     | Stanley Kowalski                        | [ 39 ] |
| 1952 | Montgomery Clift       | A Place in the Sun           | George Eastman                          | [ 39 ] |
| 1952 | Arthur Kennedy         | Bright Victory               | Larry Nevins                            | [ 39 ] |
| 1952 | Fredric March          | Death of a Salesman          | Willy Loman                             | [ 39 ] |
| 1953 | Gary Cooper            | High Noon                    | Marechal Will Kane                      | [ 40 ] |
| 1953 | Marlon Brando          | Viva Zapata!                 | Emiliano Zapata                         | [ 40 ] |
| 1953 | Kirk Douglas           | The Bad and the Beautiful    | Jonathan Shields                        | [ 40 ] |
| 1953 | José Ferrer            | Moulin Rouge                 | Conde Henri de Toulouse-Lautrec         | [ 40 ] |
| 1953 | Alec Guinness          | The Lavender Hill Mob        | Henry Holland                           | [ 40 ] |
| 1954 | William Holden         | Stalag 17                    | Sargento J. J. Sefton                   | [ 41 ] |
| 1954 | Marlon Brando          | Julius Caesar                | Marco Antônio                           | [ 41 ] |
| 1954 | Richard Burton         | The Robe                     | Marcellus Gallio                        | [ 41 ] |
| 1954 | Montgomery Clift       | From Here to Eternity        | Soldado Robert E. Lee "Prew" Prewitt    | [ 41 ] |
| 1954 | Burt Lancaster         | From Here to Eternity        | Sargento Milton Ward                    | [ 41 ] |
| 1955 | Marlon Brando          | On the Waterfront            | Terry Malloy                            | [ 42 ] |
| 1955 | Humphrey Bogart        | The Caine Mutiny             | Tenente-Comandante Philip Francis Queeg | [ 42 ] |
| 1955 | Bing Crosby            | The Country Girl             | Frank Elgin                             | [ 42 ] |
| 1955 | James Mason            | A Star Is Born               | Norman Maine                            | [ 42 ] |
| 1955 | Dan O'Herlihy          | Robinson Crusoe              | Robinson Crusoe                         | [ 42 ] |
| 1956 | Ernest Borgnine        | Marty                        | Marty Piletti                           | [ 43 ] |
| 1956 | James Cagney           | Love Me or Leave Me          | Martin "Moe" Snyder                     | [ 43 ] |
| 1956 | James Dean             | East of Eden                 | Cal Trask                               | [ 43 ] |
| 1956 | Frank Sinatra          | The Man with the Golden Arm  | Frankie Machine                         | [ 43 ] |
| 1956 | Spencer Tracy          | Bad Day at Black Rock        | John J. Macreedy                        | [ 43 ] |
| 1957 | Yul Brynner            | The King and I               | Rei Mongkut do Sião                     | [ 45 ] |
| 1957 | James Dean             | Giant                        | Jett Rink                               | [ 45 ] |
| 1957 | Kirk Douglas           | Lust for Life                | Vincent van Gogh                        | [ 45 ] |
| 1957 | Rock Hudson            | Giant                        | Jordan "Bick" Benedict Jr.              | [ 45 ] |
| 1957 | Laurence Olivier       | Richard III                  | Rei Ricardo III da Inglaterra           | [ 45 ] |
| 1958 | Alec Guinness          | The Bridge on the River Kwai | Tenente-Coronel L. Nicholson            | [ 46 ] |
| 1958 | Marlon Brando          | Sayonara                     | Major Lloyd Gruver                      | [ 46 ] |
| 1958 | Anthony Franciosa      | A Hatful of Rain             | Polo Pope                               | [ 46 ] |
| 1958 | Charles Laughton       | Witness for the Prosecution  | Sir Wilfred Robarts                     | [ 46 ] |
| 1958 | Anthony Quinn          | Wild Is the Wind             | Gino                                    | [ 46 ] |
| 1959 | David Niven            | Separate Tables              | Major Angus Pollock                     | [ 47 ] |
| 1959 | Tony Curtis            | The Defiant Ones             | John Jackson                            | [ 47 ] |
| 1959 | Sidney Poitier         | The Defiant Ones             | Noah Cullen                             | [ 47 ] |
| 1959 | Paul Newman            | Cat on a Hot Tin Roof        | Brick Pollitt                           | [ 47 ] |
| 1959 | Spencer Tracy          | The Old Man and the Sea      | O Velho                                 | [ 47 ] |

### Década de 1960
| Ano  | Vencedores e Indicados | Filme                                                                | Personagem                                                            | Ref.ª  |
| ---- | ---------------------- | -------------------------------------------------------------------- | --------------------------------------------------------------------- | ------ |
| 1960 | Charlton Heston        | Ben-Hur                                                              | Judah Ben-Hur                                                         | [ 48 ] |
| 1960 | Laurence Harvey        | Room at the Top                                                      | Joe Lampton                                                           | [ 48 ] |
| 1960 | Jack Lemmon            | Some Like It Hot                                                     | Jerry ("Daphne")                                                      | [ 48 ] |
| 1960 | Paul Muni              | The Last Angry Man                                                   | Dr. Sam Abelman                                                       | [ 48 ] |
| 1960 | James Stewart          | Anatomy of a Murder                                                  | Paul Biegler                                                          | [ 48 ] |
| 1961 | Burt Lancaster         | Elmer Gantry                                                         | Elmer Gantry                                                          | [ 49 ] |
| 1961 | Trevor Howard          | Sons and Lovers                                                      | Walter Morel                                                          | [ 49 ] |
| 1961 | Jack Lemmon            | The Apartment                                                        | C. C. "Bud" Baxter                                                    | [ 49 ] |
| 1961 | Laurence Olivier       | The Entertainer                                                      | Archie Rice                                                           | [ 49 ] |
| 1961 | Spencer Tracy          | Inherit the Wind                                                     | Henry Drummond                                                        | [ 49 ] |
| 1962 | Maximilian Schell      | Judgment at Nuremberg                                                | Hans Rolfe                                                            | [ 50 ] |
| 1962 | Charles Boyer          | Fanny                                                                | Cesar                                                                 | [ 50 ] |
| 1962 | Paul Newman            | The Hustler                                                          | Eddie Felson                                                          | [ 50 ] |
| 1962 | Spencer Tracy          | Judgment at Nuremberg                                                | Juiz Chefe Dan Haywood                                                | [ 50 ] |
| 1962 | Stuart Whitman         | The Mark                                                             | Jim Fuller                                                            | [ 50 ] |
| 1963 | Gregory Peck           | To Kill a Mockingbird                                                | Atticus Finch                                                         | [ 51 ] |
| 1963 | Burt Lancaster         | Birdman of Alcatraz                                                  | Robert Franklin Stroud                                                | [ 51 ] |
| 1963 | Jack Lemmon            | Days of Wine and Roses                                               | Joe Clay                                                              | [ 51 ] |
| 1963 | Marcello Mastroianni   | Divorzio all'Italiana                                                | Ferdinando Cefalù                                                     | [ 51 ] |
| 1963 | Peter O'Toole          | Lawrence of Arabia                                                   | T. E. Lawrence                                                        | [ 51 ] |
| 1964 | Sidney Poitier         | Lilies of the Field                                                  | Homer Smith                                                           | [ 52 ] |
| 1964 | Albert Finney          | Tom Jones                                                            | Tom Jones                                                             | [ 52 ] |
| 1964 | Richard Harris         | This Sporting Life                                                   | Frank Machin                                                          | [ 52 ] |
| 1964 | Rex Harrison           | Cleopatra                                                            | Júlio César                                                           | [ 52 ] |
| 1964 | Paul Newman            | Hud                                                                  | Hud Bannon                                                            | [ 52 ] |
| 1965 | Rex Harrison           | My Fair Lady                                                         | Professor Henry Higgins                                               | [ 53 ] |
| 1965 | Richard Burton         | Becket                                                               | Thomas Becket                                                         | [ 53 ] |
| 1965 | Peter O'Toole          | Becket                                                               | Rei Henrique II da Inglaterra                                         | [ 53 ] |
| 1965 | Anthony Quinn          | Zorba the Greek                                                      | Alexis Zorba                                                          | [ 53 ] |
| 1965 | Peter Sellers          | Dr. Strangelove or: How I Learned to Stop Worrying and Love the Bomb | Capitão Lionel Mandrake / Presidente Merkin Muffley / Dr. Strangelove | [ 53 ] |
| 1966 | Lee Marvin             | Cat Ballou                                                           | Kid Shelleen/Tim Strawn                                               | [ 54 ] |
| 1966 | Richard Burton         | The Spy Who Came in from the Cold                                    | Alec Leamas                                                           | [ 54 ] |
| 1966 | Laurence Olivier       | Othello                                                              | Otelo                                                                 | [ 54 ] |
| 1966 | Rod Steiger            | The Pawnbroker                                                       | Sol Nazerman                                                          | [ 54 ] |
| 1966 | Oskar Werner           | Ship of Fools                                                        | Willie Schumann                                                       | [ 54 ] |
| 1967 | Paul Scofield          | A Man for All Seasons                                                | Sir Thomas More                                                       | [ 55 ] |
| 1967 | Alan Arkin             | The Russians Are Coming, the Russians Are Coming                     | Tenente Rozanov                                                       | [ 55 ] |
| 1967 | Richard Burton         | Who's Afraid of Virginia Woolf?                                      | George                                                                | [ 55 ] |
| 1967 | Michael Caine          | Alfie                                                                | Alfie Elkins                                                          | [ 55 ] |
| 1967 | Steve McQueen          | The Sand Pebbles                                                     | Jake Holman                                                           | [ 55 ] |
| 1968 | Rod Steiger            | In the Heat of the Night                                             | Chefe de Polícia Bill Gillespie                                       | [ 56 ] |
| 1968 | Warren Beatty          | Bonnie and Clyde                                                     | Clyde Barrow                                                          | [ 56 ] |
| 1968 | Dustin Hoffman         | The Graduate                                                         | Benjamin Braddock                                                     | [ 56 ] |
| 1968 | Paul Newman            | Cool Hand Luke                                                       | Luke Jackson                                                          | [ 56 ] |
| 1968 | Spencer Tracy          | Guess Who's Coming to Dinner                                         | Matt Drayton                                                          | [ 56 ] |
| 1969 | Cliff Robertson        | Charly                                                               | Charly Gordon                                                         | [ 57 ] |
| 1969 | Alan Arkin             | The Heart Is a Lonely Hunter                                         | John Singer                                                           | [ 57 ] |
| 1969 | Alan Bates             | The Fixer                                                            | Yakov Bok                                                             | [ 57 ] |
| 1969 | Ron Moody              | Oliver!                                                              | Fagin                                                                 | [ 57 ] |
| 1969 | Peter O'Toole          | The Lion in Winter                                                   | Rei Henrique II da Inglaterra                                         | [ 57 ] |

### Década de 1970
| Ano  | Vencedores e Indicados | Filme                           | Personagem                        | Ref.ª  |
| ---- | ---------------------- | ------------------------------- | --------------------------------- | ------ |
| 1970 | John Wayne             | True Grit                       | Reuben "Rooster" Cogburn          | [ 58 ] |
| 1970 | Richard Burton         | Anne of the Thousand Days       | Rei Henrique VIII da Inglaterra   | [ 58 ] |
| 1970 | Dustin Hoffman         | Midnight Cowboy                 | Enrico Salvatore "Ratso" Rizzo    | [ 58 ] |
| 1970 | Jon Voight             | Midnight Cowboy                 | Joe Buck                          | [ 58 ] |
| 1970 | Peter O'Toole          | Goodbye, Mr. Chips              | Arthur Chipping                   | [ 58 ] |
| 1971 | George C. Scott        | Patton                          | General George S. Patton          | [ 59 ] |
| 1971 | Melvyn Douglas         | I Never Sang for My Father      | Tom Garrison                      | [ 59 ] |
| 1971 | James Earl Jones       | The Great White Hope            | Jack Jefferson                    | [ 59 ] |
| 1971 | Jack Nicholson         | Five Easy Pieces                | Robert Eroica Dupea               | [ 59 ] |
| 1971 | Ryan O'Neal            | Love Story                      | Oliver Barrett IV                 | [ 59 ] |
| 1972 | Gene Hackman           | The French Connection           | Jimmy "Popeye" Doyle              | [ 60 ] |
| 1972 | Peter Finch            | Sunday Bloddy Sunday            | Dr. Daniel Hirsh                  | [ 60 ] |
| 1972 | Walter Matthau         | Kotch                           | Joseph P. Kotcher                 | [ 60 ] |
| 1972 | George C. Scott        | The Hospital                    | Dr. Herbert Bock                  | [ 60 ] |
| 1972 | Chaim Topol            | Fiddler on the Roof             | Tevye                             | [ 60 ] |
| 1973 | Marlon Brando          | The Godfather                   | Don Vito Corleone                 | [ 61 ] |
| 1973 | Michael Caine          | Sleuth                          | Milo Tindle                       | [ 61 ] |
| 1973 | Laurence Olivier       | Sleuth                          | Andrew Wyke                       | [ 61 ] |
| 1973 | Peter O'Toole          | The Ruling Class                | Jack Gurney, 14.º Conde de Gurney | [ 61 ] |
| 1973 | Paul Winfield          | Sounder                         | Nathan Lee Morgan                 | [ 61 ] |
| 1974 | Jack Lemmon            | Save the Tiger                  | Harry Stoner                      | [ 62 ] |
| 1974 | Marlon Brando          | Last Tango in Paris             | Paul                              | [ 62 ] |
| 1974 | Jack Nicholson         | The Last Detail                 | Billy Buddusky                    | [ 62 ] |
| 1974 | Al Pacino              | Serpico                         | Frank Serpico                     | [ 62 ] |
| 1974 | Robert Redford         | The Sting                       | Johnny Hooker                     | [ 62 ] |
| 1975 | Art Carney             | Harry and Tonto                 | Harry Coombes                     | [ 63 ] |
| 1975 | Albert Finney          | Murder on the Orient Express    | Hercule Poirot                    | [ 63 ] |
| 1975 | Dustin Hoffman         | Lenny                           | Lenny Bruce                       | [ 63 ] |
| 1975 | Jack Nicholson         | Chinatown                       | Jake "J. J." Gittes               | [ 63 ] |
| 1975 | Al Pacino              | The Godfather: Part II          | Don Michael Corleone              | [ 63 ] |
| 1976 | Jack Nicholson         | One Flew Over the Cuckoo's Nest | Randle Patrick McMurphy           | [ 64 ] |
| 1976 | Walter Matthau         | The Sunshine Boys               | Willy Clark                       | [ 64 ] |
| 1976 | Al Pacino              | Dog Day Afternoon               | John Wojtowicz                    | [ 64 ] |
| 1976 | Maximilian Schell      | The Man in the Glass Booth      | Arthur Goldman                    | [ 64 ] |
| 1976 | James Whitmore         | Give 'em Hell, Harry!           | Presidente Harry S. Truman        | [ 64 ] |
| 1977 | Peter Finch            | Network                         | Howard Beale                      | [ 65 ] |
| 1977 | Robert De Niro         | Taxi Driver                     | Travis Bickle                     | [ 65 ] |
| 1977 | Giancarlo Giannini     | Pasqualino Settebellezze        | Pasqualino Frafuso                | [ 65 ] |
| 1977 | William Holden         | Network                         | Max Schumacher                    | [ 65 ] |
| 1977 | Sylvester Stallone     | Rocky                           | Rocky Balboa                      | [ 65 ] |
| 1978 | Richard Dreyfuss       | The Goodbye Girl                | Elliot Garfield                   | [ 66 ] |
| 1978 | Woody Allen            | Annie Hall                      | Alvy Singer                       | [ 66 ] |
| 1978 | Richard Burton         | Equus                           | Martin Dysart                     | [ 66 ] |
| 1978 | Marcello Mastroianni   | Una Giornata Particolare        | Gabriele                          | [ 66 ] |
| 1978 | John Travolta          | Saturday Night Fever            | Tony Manero                       | [ 66 ] |
| 1979 | Jon Voight             | Coming Home                     | Luke Martin                       | [ 67 ] |
| 1979 | Warren Beatty          | Heaven Can Wait                 | Joe Pendleton                     | [ 67 ] |
| 1979 | Gary Busey             | The Buddy Holly Story           | Buddy Holly                       | [ 67 ] |
| 1979 | Robert De Niro         | The Deer Hunter                 | Michael Vronsky                   | [ 67 ] |
| 1979 | Laurence Olivier       | The Boys from Brazil            | Ezra Lieberman                    | [ 67 ] |

### Década de 1980
| Ano  | Vencedores e Indicados | Filme                    | Personagem                      | Ref.ª  |
| ---- | ---------------------- | ------------------------ | ------------------------------- | ------ |
| 1980 | Dustin Hoffman         | Kramer vs. Kramer        | Ted Kramer                      | [ 68 ] |
| 1980 | Jack Lemmon            | The China Syndrome       | Jack Godell                     | [ 68 ] |
| 1980 | Al Pacino              | ...And Justice for All   | Arthur Kirkland                 | [ 68 ] |
| 1980 | Roy Scheider           | All That Jazz            | Joe Gideon                      | [ 68 ] |
| 1980 | Peter Sellers          | Being There              | Chance                          | [ 68 ] |
| 1981 | Robert De Niro         | Raging Bull              | Jake LaMotta                    | [ 69 ] |
| 1981 | Robert Duvall          | The Great Santini        | Tenente Coronel Bull Meechum    | [ 69 ] |
| 1981 | John Hurt              | The Elephant Man         | John Merrick                    | [ 69 ] |
| 1981 | Jack Lemmon            | Tribute                  | Scottie Templeton               | [ 69 ] |
| 1981 | Peter O'Toole          | The Stunt Man            | Eli Cross                       | [ 69 ] |
| 1982 | Henry Fonda            | On Golden Pond           | Norman Thayer                   | [ 70 ] |
| 1982 | Warren Beatty          | Reds                     | John Reed                       | [ 70 ] |
| 1982 | Burt Lancaster         | Atlantic City            | Lou Pascal                      | [ 70 ] |
| 1982 | Dudley Moore           | Arthur                   | Arthur Bach                     | [ 70 ] |
| 1982 | Paul Newman            | Absence of Malice        | Michael Colin Gallagher         | [ 70 ] |
| 1983 | Ben Kingsley           | Gandhi                   | Mohandas Karamchand Gandhi      | [ 71 ] |
| 1983 | Dustin Hoffman         | Tootsie                  | Michael Dorsey/Dorothy Michaels | [ 71 ] |
| 1983 | Jack Lemmon            | Missing                  | Ed Horman                       | [ 71 ] |
| 1983 | Paul Newman            | The Verdict              | Frank Galvin                    | [ 71 ] |
| 1983 | Peter O'Toole          | My Favorite Year         | Alan Swann                      | [ 71 ] |
| 1984 | Robert Duvall          | Tender Mercies           | Mac Sledge                      | [ 72 ] |
| 1984 | Michael Caine          | Educating Rita           | Dr. Frank Bryant                | [ 72 ] |
| 1984 | Tom Conti              | Reuben, Reuben           | Gowan McGland                   | [ 72 ] |
| 1984 | Tom Courtenay          | The Dresser              | Norman                          | [ 72 ] |
| 1984 | Albert Finney          | The Dresser              | O Senhor                        | [ 72 ] |
| 1985 | F. Murray Abraham      | Amadeus                  | Antonio Salieri                 | [ 73 ] |
| 1985 | Jeff Bridges           | Starman                  | Scott Hayden / Starman          | [ 73 ] |
| 1985 | Albert Finney          | Under the Volcano        | Geoffrey Firmin                 | [ 73 ] |
| 1985 | Tom Hulce              | Amadeus                  | Wolfgang Amadeus Mozart         | [ 73 ] |
| 1985 | Sam Waterston          | The Killing Fields       | Sydney Schanberg                | [ 73 ] |
| 1986 | William Hurt           | O Beijo da Mulher Aranha | Luis Molina                     | [ 74 ] |
| 1986 | Harrison Ford          | Witness                  | Detetive John Book              | [ 74 ] |
| 1986 | James Garner           | Murphy's Romance         | Murphy Jones                    | [ 74 ] |
| 1986 | Jack Nicholson         | Prizzi's Honor           | Charley Partanna                | [ 74 ] |
| 1986 | Jon Voight             | Runaway Train            | Oscar "Manny" Manheim           | [ 74 ] |
| 1987 | Paul Newman            | The Color of Money       | Eddie Felson                    | [ 75 ] |
| 1987 | Dexter Gordon          | Round Midnight           | Dale Turner                     | [ 75 ] |
| 1987 | Bob Hoskins            | Mona Lisa                | George                          | [ 75 ] |
| 1987 | William Hurt           | Children of a Lesser God | James Leeds                     | [ 75 ] |
| 1987 | James Woods            | Salvador                 | Richard Boyle                   | [ 75 ] |
| 1988 | Michael Douglas        | Wall Street              | Gordon Gekko                    | [ 76 ] |
| 1988 | William Hurt           | Broadcast News           | Tom Grunick                     | [ 76 ] |
| 1988 | Marcello Mastroianni   | Oci Ciornie              | Romano                          | [ 76 ] |
| 1988 | Jack Nicholson         | Ironweed                 | Francis Phelan                  | [ 76 ] |
| 1988 | Robin Williams         | Good Morning, Vietnam    | Adrian Cronauer                 | [ 76 ] |
| 1989 | Dustin Hoffman         | Rain Man                 | Raymond Babbit                  | [ 77 ] |
| 1989 | Gene Hackman           | Mississippi Burning      | Agente Rupert Anderson          | [ 77 ] |
| 1989 | Tom Hanks              | Big                      | Josh Baskin                     | [ 77 ] |
| 1989 | Edward James Olmos     | Stand and Deliver        | Jaime Escalante                 | [ 77 ] |
| 1989 | Max von Sydow          | Pelle Eröbreren          | Lassefar                        | [ 77 ] |

### Década de 1990
| Ano  | Vencedores e Indicados | Filme                         | Personagem                    | Ref.ª  |
| ---- | ---------------------- | ----------------------------- | ----------------------------- | ------ |
| 1990 | Daniel Day-Lewis       | My Left Foot                  | Christy Brown                 | [ 78 ] |
| 1990 | Kenneth Branagh        | Henry V                       | Rei Henrique V da Inglaterra  | [ 78 ] |
| 1990 | Tom Cruise             | Born on the Fourth of July    | Ron Kovic                     | [ 78 ] |
| 1990 | Morgan Freeman         | Driving Miss Daisy            | Hoke Colburn                  | [ 78 ] |
| 1990 | Robin Williams         | Dead Poets Society            | John Keating                  | [ 78 ] |
| 1991 | Jeremy Irons           | Reversal of Fortune           | Claus von Bülow               | [ 79 ] |
| 1991 | Kevin Costner          | Dances with Wolves            | Tenente John J. Dunbar        | [ 79 ] |
| 1991 | Robert De Niro         | Awakenings                    | Leonard Howe                  | [ 79 ] |
| 1991 | Gérard Depardieu       | Cyrano de Bergerac            | Cyrano de Bergerac            | [ 79 ] |
| 1991 | Richard Harris         | The Field                     | "Touro" McCabe                | [ 79 ] |
| 1992 | Anthony Hopkins        | The Silence of the Lambs      | Dr. Hannibal Lecter           | [ 80 ] |
| 1992 | Warren Beatty          | Bugsy                         | Bugsy Siegel                  | [ 80 ] |
| 1992 | Robert De Niro         | Cape Fear                     | Max Cady                      | [ 80 ] |
| 1992 | Nick Nolte             | The Prince of Tides           | Tom Wingo                     | [ 80 ] |
| 1992 | Robin Williams         | The Fisher King               | Parry                         | [ 80 ] |
| 1993 | Al Pacino              | Scent of a Woman              | Tenente-Coronel Frank Slade   | [ 81 ] |
| 1993 | Robert Downey, Jr.     | Chaplin                       | Charlie Chaplin               | [ 81 ] |
| 1993 | Clint Eastwood         | Unforgiven                    | William "Bill" Munny          | [ 81 ] |
| 1993 | Stephen Rea            | The Crying Game               | Fergus                        | [ 81 ] |
| 1993 | Denzel Washington      | Malcolm X                     | Malcolm X                     | [ 81 ] |
| 1994 | Tom Hanks              | Philadelphia                  | Andrew Beckett                | [ 82 ] |
| 1994 | Daniel Day-Lewis       | In the Name of the Father     | Gerry Conlon                  | [ 82 ] |
| 1994 | Laurence Fishburne     | What's Love Got to Do with It | Ike Turner                    | [ 82 ] |
| 1994 | Anthony Hopkins        | The Remains of the Day        | James Stevens                 | [ 82 ] |
| 1994 | Liam Neeson            | Schindler's List              | Oskar Schindler               | [ 82 ] |
| 1995 | Tom Hanks              | Forrest Gump                  | Forrest Gump                  | [ 83 ] |
| 1995 | Morgan Freeman         | The Shawshank Redemption      | Ellis Boyd "Red" Redding      | [ 83 ] |
| 1995 | Nigel Hawthorne        | The Madness of King George    | Rei Jorge III da Grã-Bretanha | [ 83 ] |
| 1995 | Paul Newman            | Nobody's Fool                 | Sully Sullivan                | [ 83 ] |
| 1995 | John Travolta          | Pulp Fiction                  | Vincent Vega                  | [ 83 ] |
| 1996 | Nicolas Cage           | Leaving Las Vegas             | Ben Sanderson                 | [ 84 ] |
| 1996 | Richard Dreyfuss       | Mr. Holland's Opus            | Glenn Holland                 | [ 84 ] |
| 1996 | Anthony Hopkins        | Nixon                         | Presidente Richard Nixon      | [ 84 ] |
| 1996 | Sean Penn              | Dead Man Walking              | Matthew Poncelet              | [ 84 ] |
| 1996 | Massimo Troisi         | Il postino                    | Mario Ruoppolo                | [ 84 ] |
| 1997 | Geoffrey Rush          | Shine                         | David Helfgott                | [ 85 ] |
| 1997 | Tom Cruise             | Jerry Maguire                 | Jerry Maguire                 | [ 85 ] |
| 1997 | Ralph Fiennes          | The English Patient           | Conde László Almásy           | [ 85 ] |
| 1997 | Woody Harrelson        | The People vs. Larry Flynt    | Larry Flynt                   | [ 85 ] |
| 1997 | Billy Bob Thornton     | Sling Blade                   | Karl Childers                 | [ 85 ] |
| 1998 | Jack Nicholson         | As Good as it Gets            | Melvin Udall                  | [ 86 ] |
| 1998 | Matt Damon             | Good Will Hunting             | Will Hunting                  | [ 86 ] |
| 1998 | Robert Duvall          | The Apostle                   | Euliss "Sonny" Dewey          | [ 86 ] |
| 1998 | Peter Fonda            | Ulee's Gold                   | Ulee Jackson                  | [ 86 ] |
| 1998 | Dustin Hoffman         | Wag the Dog                   | Stanley Motss                 | [ 86 ] |
| 1999 | Roberto Benigni        | La Vita È Bela                | Guido Orefice                 | [ 87 ] |
| 1999 | Tom Hanks              | Saving Private Ryan           | Capitão John Miller           | [ 87 ] |
| 1999 | Ian McKellen           | Gods and Monsters             | James Whale                   | [ 87 ] |
| 1999 | Nick Nolte             | Affliction                    | Wade Whitehouse               | [ 87 ] |
| 1999 | Edward Norton          | American History X            | Derek Vinyard                 | [ 87 ] |

### Década de 2000

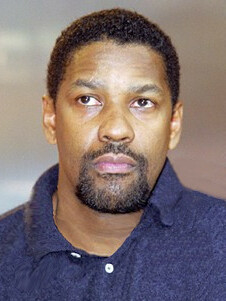
Denzel Washington venceu por Training Day (2001).

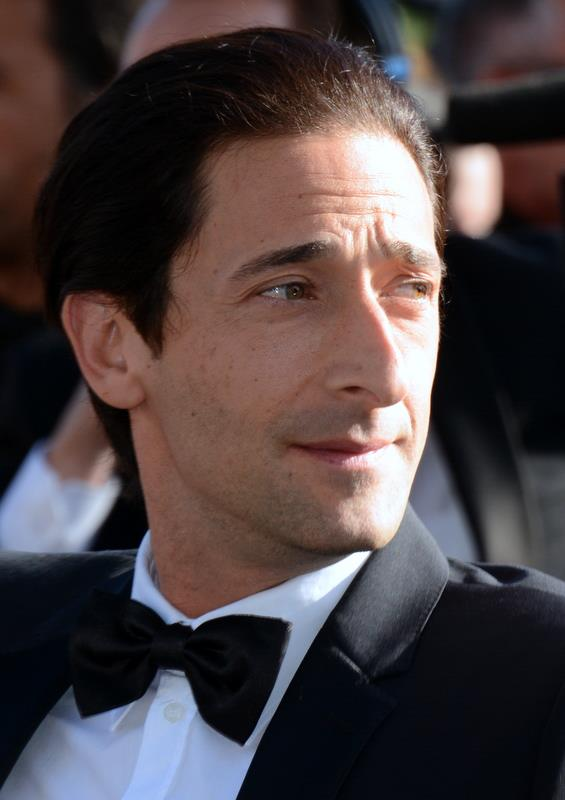
Aos 29 anos, Adrien Brody se tornou a ator mais jovem ao vencer esse prêmio por O Pianista (2002)

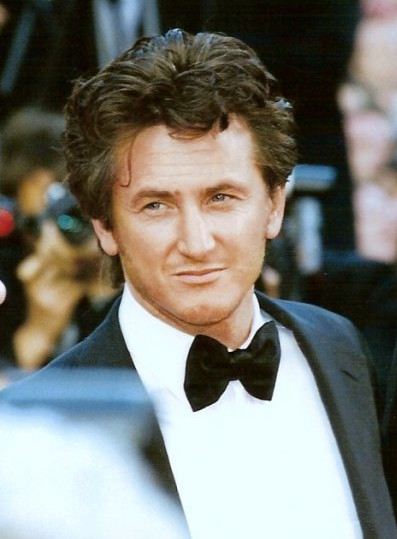
Sean Penn venceu duas vezes por Mystic River (2003) e Milk (2008).

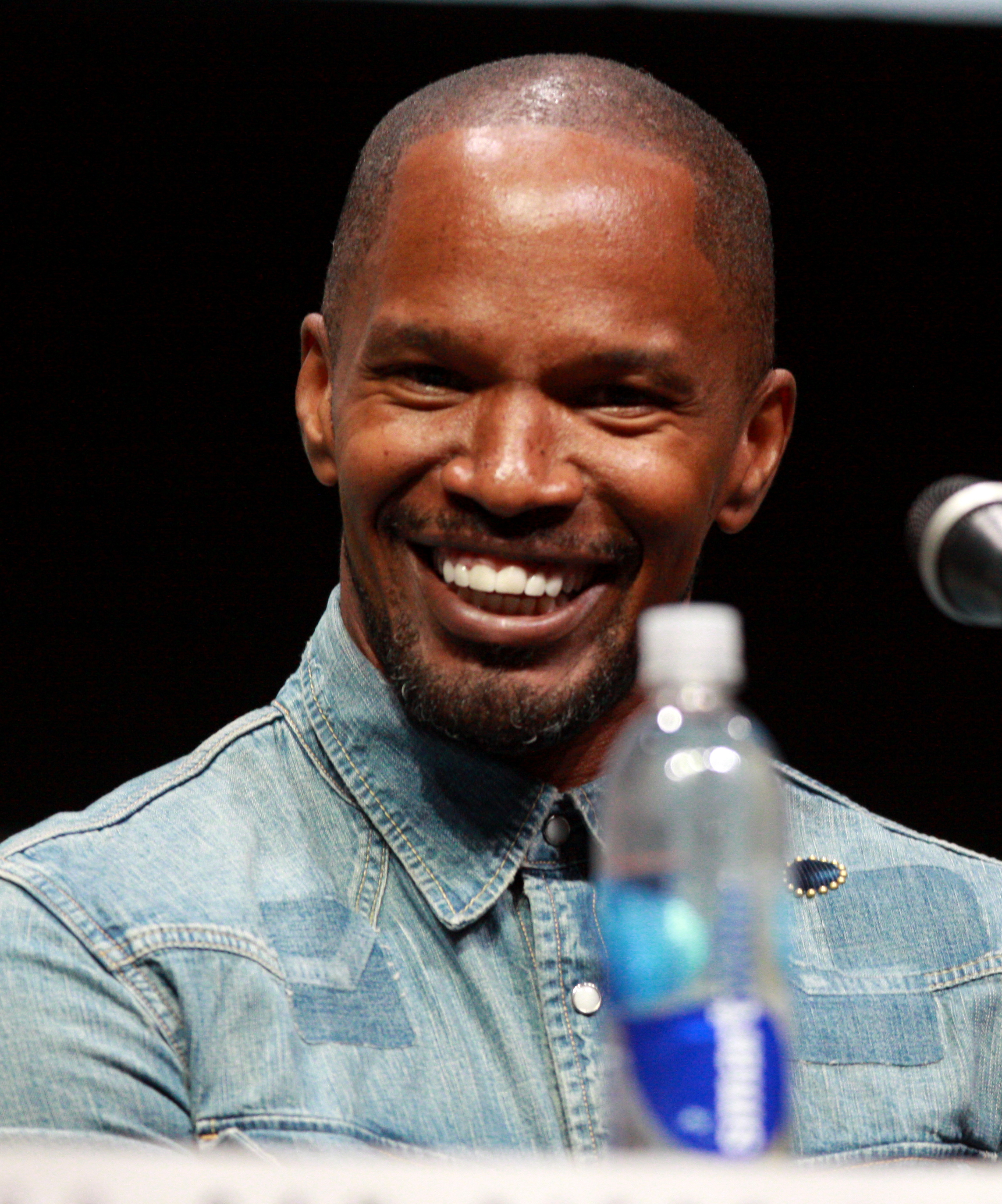
Jamie Foxx venceu por Ray (2004).

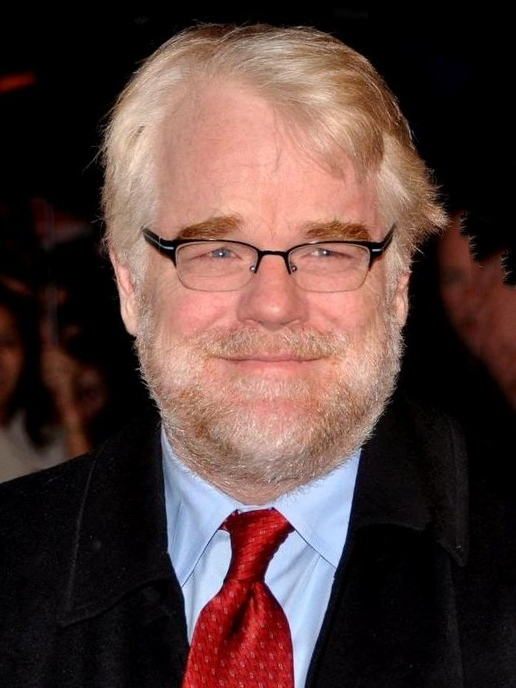
Philip Seymour Hoffman vencey por Capote (2005).

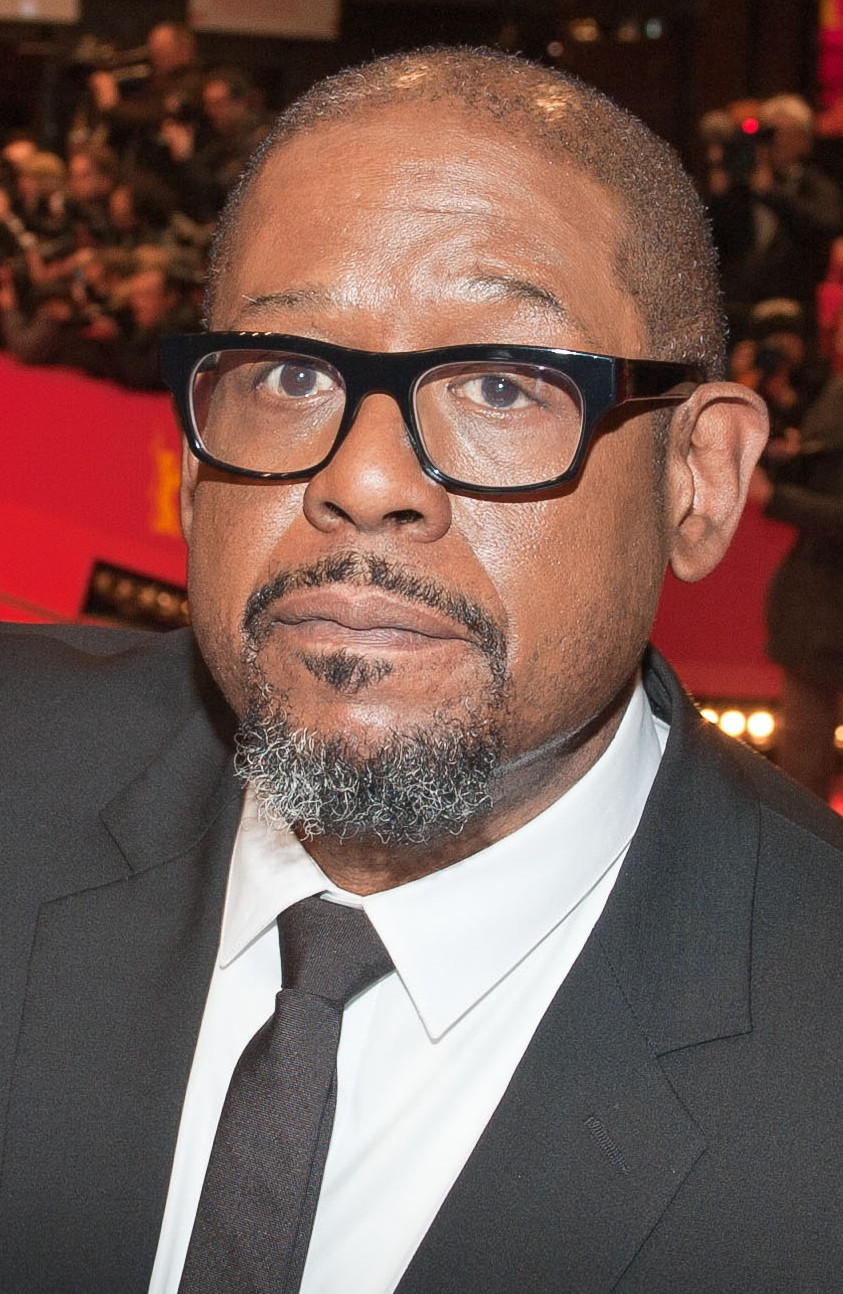
Forest Whitaker venceu por O Último Rei da Escócia (2006).

| Ano  | Vencedores e Indicados | Filme                                                  | Personagem                           | Ref.   |
| ---- | ---------------------- | ------------------------------------------------------ | ------------------------------------ | ------ |
| 2000 | Kevin Spacey           | American Beauty                                        | Lester Burnham                       | [ 88 ] |
| 2000 | Russell Crowe          | The Insider                                            | Jeffrey Wigand                       | [ 88 ] |
| 2000 | Richard Farnsworth     | The Straight Story                                     | Alvin Straight                       | [ 88 ] |
| 2000 | Sean Penn              | Sweet and Lowdown                                      | Emmett Ray                           | [ 88 ] |
| 2000 | Denzel Washington      | The Hurricane                                          | Rubin "The Hurricane" Carter         | [ 88 ] |
| 2001 | Russell Crowe          | Gladiator                                              | Máximo Décimo Meridius               | [ 89 ] |
| 2001 | Javier Bardem          | Before Night Falls                                     | Reinaldo Arenas                      | [ 89 ] |
| 2001 | Tom Hanks              | Cast Away                                              | Chuck Noland                         | [ 89 ] |
| 2001 | Ed Harris              | Pollock                                                | Jackson Pollock                      | [ 89 ] |
| 2001 | Geoffrey Rush          | Quills                                                 | Marquês de Sade                      | [ 89 ] |
| 2002 | Denzel Washington      | Training Day                                           | Alonzo Harris                        | [ 90 ] |
| 2002 | Russell Crowe          | A Beautiful Mind                                       | John Forbes Nash                     | [ 90 ] |
| 2002 | Sean Penn              | I Am Sam                                               | Sam Dawson                           | [ 90 ] |
| 2002 | Will Smith             | Ali                                                    | Muhammad Ali                         | [ 90 ] |
| 2002 | Tom Wilkinson          | In the Bedroom                                         | Dr. Matthew Fowler                   | [ 90 ] |
| 2003 | Adrien Brody           | The Pianist                                            | Władysław Szpilman                   | [ 91 ] |
| 2003 | Nicolas Cage           | Adaptation.                                            | Charlie Kaufman / Donald Kaufman     | [ 91 ] |
| 2003 | Michael Caine          | The Quiet American                                     | Thomas Fowler                        | [ 91 ] |
| 2003 | Daniel Day-Lewis       | Gangs of New York                                      | William "Bill, o Açougueiro" Cutting | [ 91 ] |
| 2003 | Jack Nicholson         | About Schmidt                                          | Warren R. Schmidt                    | [ 91 ] |
| 2004 | Sean Penn              | Mystic River                                           | Jimmy Markum                         | [ 92 ] |
| 2004 | Johnny Depp            | Pirates of the Caribbean: The Curse of the Black Pearl | Capitão Jack Sparrow                 | [ 92 ] |
| 2004 | Ben Kingsley           | House of Sand and Fog                                  | Behrani                              | [ 92 ] |
| 2004 | Jude Law               | Cold Mountain                                          | Inman                                | [ 92 ] |
| 2004 | Bill Murray            | Lost in Translation                                    | Bob Harris                           | [ 92 ] |
| 2005 | Jamie Foxx             | Ray                                                    | Ray Charles                          | [ 93 ] |
| 2005 | Don Cheadle            | Hotel Rwanda                                           | Paul Rusesabagina                    | [ 93 ] |
| 2005 | Johnny Depp            | Finding Neverland                                      | Sir J. M. Barrie                     | [ 93 ] |
| 2005 | Leonardo DiCaprio      | The Aviator                                            | Howard Hughes                        | [ 93 ] |
| 2005 | Clint Eastwood         | Million Dollar Baby                                    | Frankie Dunn                         | [ 93 ] |
| 2006 | Philip Seymour Hoffman | Capote                                                 | Truman Capote                        | [ 94 ] |
| 2006 | Terrence Howard        | Hustle & Flow                                          | DJay                                 | [ 94 ] |
| 2006 | Heath Ledger           | Brokeback Mountain                                     | Ennis Del Mar                        | [ 94 ] |
| 2006 | Joaquin Phoenix        | Walk the Line                                          | Johnny Cash                          | [ 94 ] |
| 2006 | David Strathairn       | Good Night, and Good Luck                              | Edward R. Murrow                     | [ 94 ] |
| 2007 | Forrest Whitaker       | The Last King of Scotland                              | Presidente Idi Amin                  | [ 95 ] |
| 2007 | Leonardo DiCaprio      | Blood Diamond                                          | Danny Archer                         | [ 95 ] |
| 2007 | Ryan Gosling           | Half Nelson                                            | Dan Dunne                            | [ 95 ] |
| 2007 | Peter O'Toole          | Venus                                                  | Maurice                              | [ 95 ] |
| 2007 | Will Smith             | The Pursuit of Happyness                               | Chris Gardner                        | [ 95 ] |
| 2008 | Daniel Day-Lewis       | There Will Be Blood                                    | Daniel Plainview                     | [ 96 ] |
| 2008 | George Clooney         | Michael Clayton                                        | Michael Clayton                      | [ 96 ] |
| 2008 | Johnny Depp            | Sweeney Todd: The Demon Barber of Fleet Street         | Sweeney Todd                         | [ 96 ] |
| 2008 | Tommy Lee Jones        | In the Valley of Elah                                  | Hand Deerfield                       | [ 96 ] |
| 2008 | Viggo Mortensen        | Eastern Promises                                       | Nikolai Luzhin                       | [ 96 ] |
| 2009 | Sean Penn              | Milk                                                   | Harvey Milk                          | [ 97 ] |
| 2009 | Richard Jenkins        | The Visitor                                            | Walter Vale                          | [ 97 ] |
| 2009 | Frank Langella         | Frost/Nixon                                            | Richard Nixon                        | [ 97 ] |
| 2009 | Brad Pitt              | The Curious Case of Benjamin Button                    | Benjamin Button                      | [ 97 ] |
| 2009 | Mickey Rourke          | The Wrestler                                           | Randy "The Ram" Robinson             | [ 97 ] |

### Década de 2010

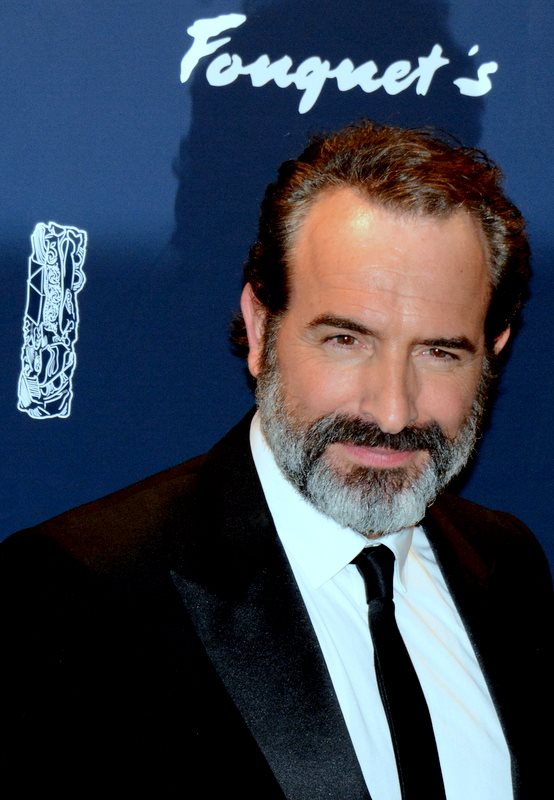
Jean Dujardin se tornou o primeiro ator francês a vencer por O Artista (2011).

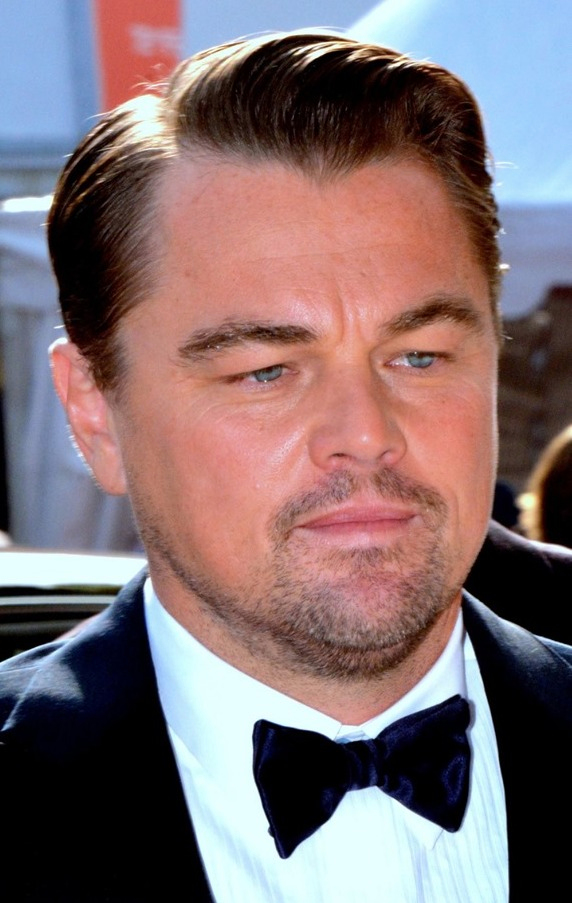
Leonardo DiCaprio venceu por The Revenant (2015).

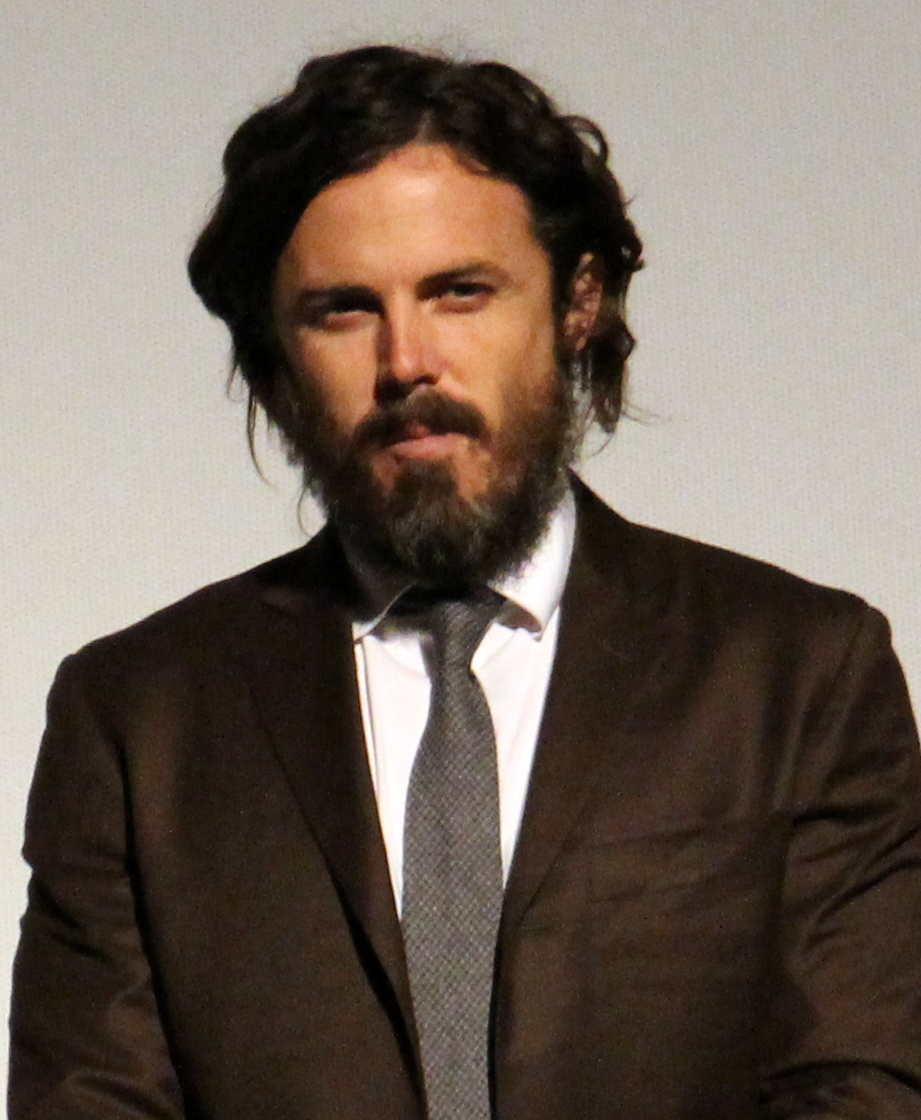
Casey Affleck venceu por Manchester by the Sea (2016).

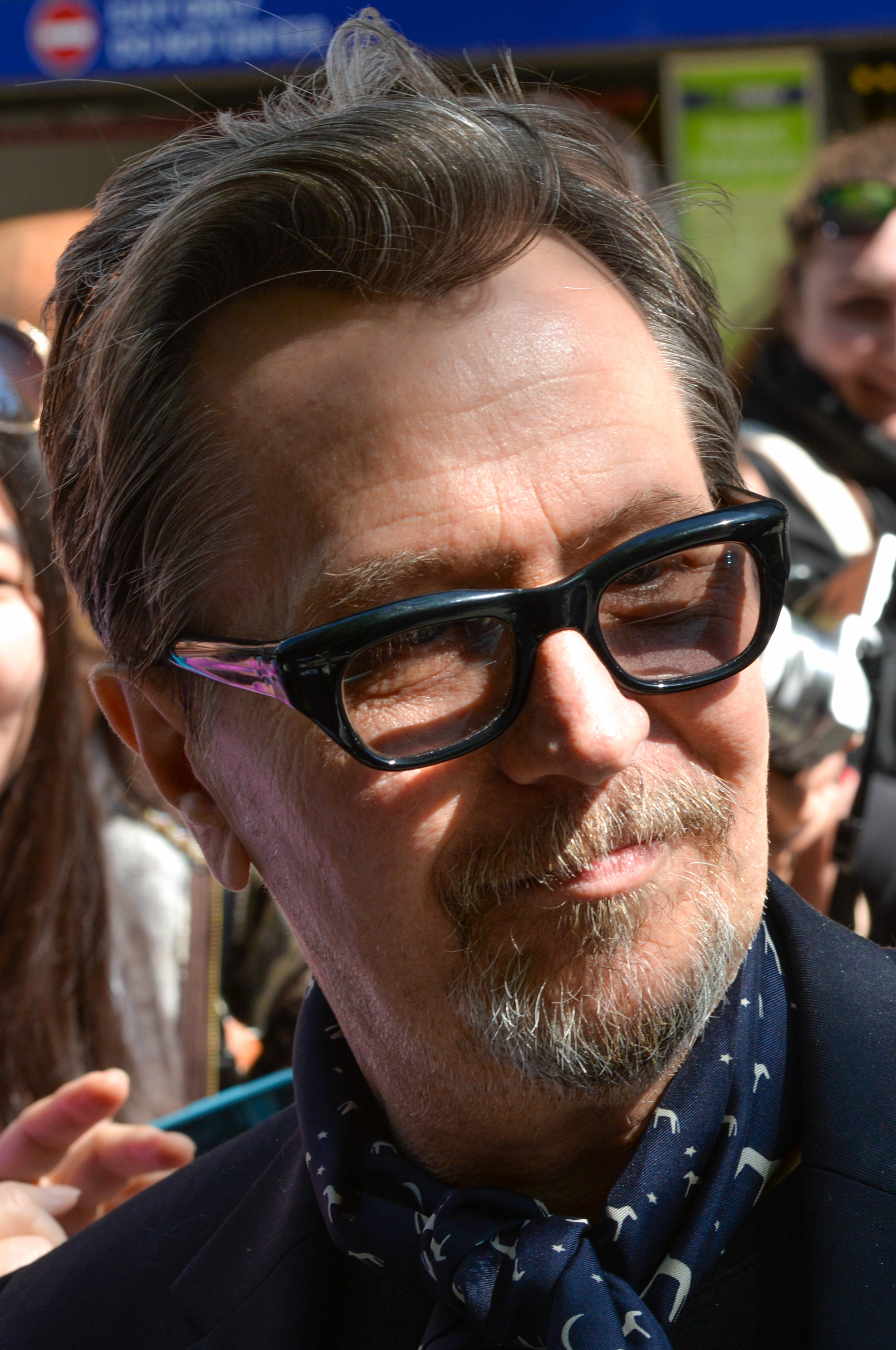
Gary Oldman venceu por Darkest Hour (2017).

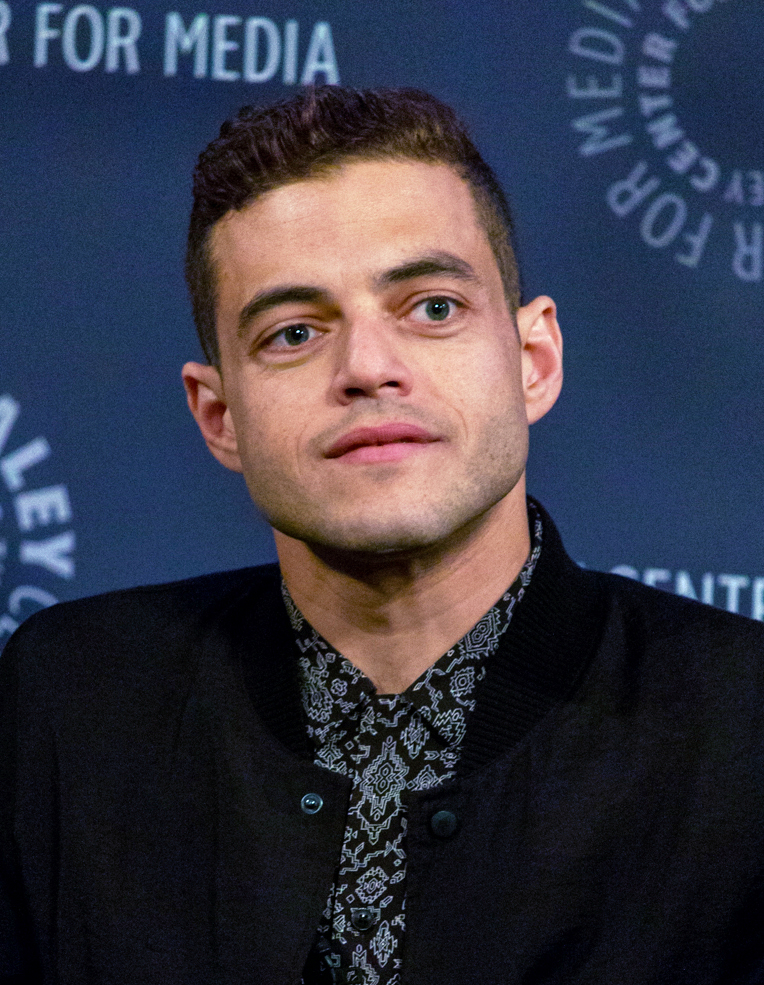
Rami Malek venceu por Bohemian Rhapsody (2018); o primeiro árabe a vencer o prêmio.

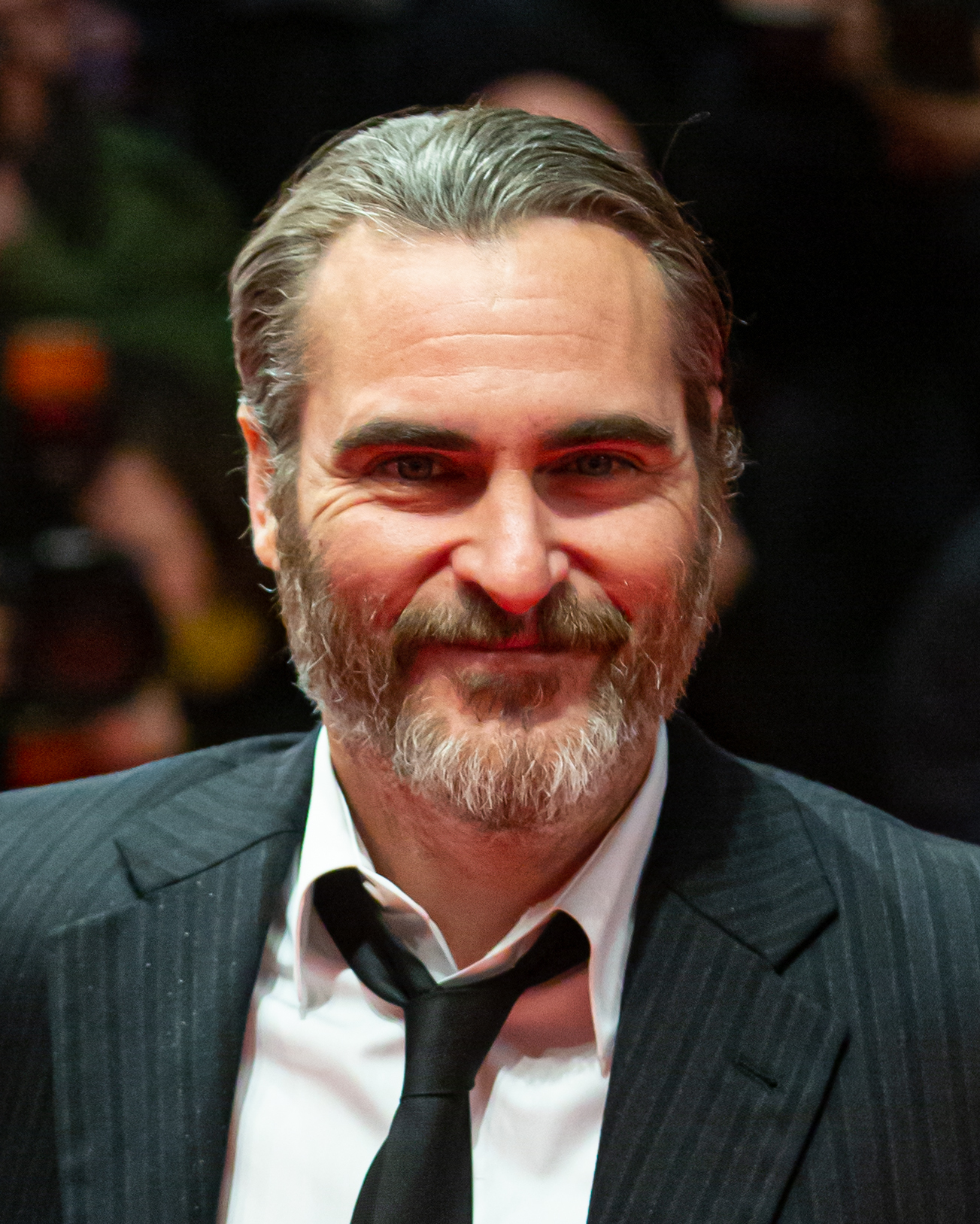
Joaquin Phoenix venceu por Joker (2019).

| Ano               | Vencedores e Indicados | Filme                                           | Personagem                  | Ref.    |
| ----------------- | ---------------------- | ----------------------------------------------- | --------------------------- | ------- |
| 2010              | Jeff Bridges           | Crazy Heart                                     | Otis "Bad" Blake            | [ 98 ]  |
| 2010              | George Clooney         | Up in the Air                                   | Ryan Bingham                | [ 98 ]  |
| 2010              | Colin Firth            | A Single Man                                    | George Falconer             | [ 98 ]  |
| 2010              | Morgan Freeman         | Invictus                                        | Presidente Nelson Mandela   | [ 98 ]  |
| 2010              | Jeremy Renner          | The Hurt Locker                                 | Sargento William James      | [ 98 ]  |
| 2011              | Colin Firth            | The King’s Speech                               | Rei Jorge VI do Reino Unido | [ 99 ]  |
| 2011              | Javier Bardem          | Biutiful                                        | Uxbal                       | [ 99 ]  |
| 2011              | Jeff Bridges           | True Grit                                       | Reuben "Rooster" Cogburn    | [ 99 ]  |
| 2011              | Jesse Eisenberg        | The Social Network                              | Mark Zuckerberg             | [ 99 ]  |
| 2011              | James Franco           | 127 Hours                                       | Aron Ralston                | [ 99 ]  |
| 2012              | Jean Dujardin          | The Artist                                      | George Valentin             | [ 100 ] |
| 2012              | Demián Bichir          | A Better Life                                   | Carlos Galindo              | [ 100 ] |
| 2012              | George Clooney         | The Descendants                                 | Matt King                   | [ 100 ] |
| 2012              | Gary Oldman            | Tinker Tailor Soldier Spy                       | George Smiley               | [ 100 ] |
| 2012              | Brad Pitt              | Moneyball                                       | Billy Beane                 | [ 100 ] |
| 2013              | Daniel Day-Lewis       | Lincoln                                         | Presidente Abraham Lincoln  | [ 101 ] |
| 2013              | Bradley Cooper         | Silver Linings Playbook                         | Patrick "Pat" Solitano      | [ 101 ] |
| 2013              | Hugh Jackman           | Les Misérables                                  | Jean Valjean                | [ 101 ] |
| 2013              | Joaquin Phoenix        | The Master                                      | Freddie Quell               | [ 101 ] |
| 2013              | Denzel Washington      | Flight                                          | Capitão William Whitaker    | [ 101 ] |
| 2014              | Matthew McConaughey    | Dallas Buyers Club                              | Ron Woodroof                | [ 102 ] |
| 2014              | Christian Bale         | American Hustle                                 | Irving Rosenfeld            | [ 102 ] |
| 2014              | Bruce Dern             | Nebraska                                        | Woodrow "Woody" T. Grant    | [ 102 ] |
| 2014              | Leonardo DiCaprio      | The Wolf of Wall Street                         | Jordan Belfort              | [ 102 ] |
| 2014              | Chiwetel Ejiofor       | 12 Years a Slave                                | Solomon Northup             | [ 102 ] |
| 2015              | Eddie Redmayne         | The Theory of Everything                        | Stephen Hawking             | [ 103 ] |
| 2015              | Steve Carell           | Foxcatcher                                      | John Eleuthère du Pont      | [ 103 ] |
| 2015              | Bradley Cooper         | American Sniper                                 | Chris Kyle                  | [ 103 ] |
| 2015              | Benedict Cumberbatch   | The Imitation Game                              | Alan Turing                 | [ 103 ] |
| 2015              | Michael Keaton         | Birdman or (The Unexpected Virtue of Ignorance) | Riggan Thomson              | [ 103 ] |
| 2016              | Leonardo DiCaprio      | The Revenant                                    | Hugh Glass                  | [ 104 ] |
| 2016              | Matt Damon             | The Martian                                     | Mark Watney                 | [ 104 ] |
| 2016              | Bryan Cranston         | Trumbo                                          | Dalton Trumbo               | [ 104 ] |
| 2016              | Michael Fassbender     | Steve Jobs                                      | Steve Jobs                  | [ 104 ] |
| 2016              | Eddie Redmayne         | The Danish Girl                                 | Lili Elbe                   | [ 104 ] |
| 2017              |                        |                                                 |                             |         |
| Casey Affleck     | Manchester by the Sea  | Lee Chandler                                    | [ 105 ]                     |         |
| Andrew Garfield   | Hacksaw Ridge          | Cabo Desmond Doss                               | [ 105 ]                     |         |
| Ryan Gosling      | La La Land             | Sebastian Wilder                                | [ 105 ]                     |         |
| Viggo Mortensen   | Captain Fantastic      | Ben Cash                                        | [ 105 ]                     |         |
| Denzel Washington | Fences                 | Troy Maxson                                     | [ 105 ]                     |         |
| 2018              |                        |                                                 |                             |         |
| Gary Oldman       | Darkest Hour           | Primeiro-Ministro Winston Churchill             | [ 106 ]                     |         |
| Timothée Chalamet | Call Me by Your Name   | Elio Perlman                                    | [ 106 ]                     |         |
| Daniel Day-Lewis  | Phantom Thread         | Reynolds Woodcock                               | [ 106 ]                     |         |
| Daniel Kaluuya    | Get Out                | Chris Washington                                | [ 106 ]                     |         |
| Denzel Washington | Roman J. Israel, Esq.  | Roman J. Israel                                 | [ 106 ]                     |         |
| 2019              |                        |                                                 |                             |         |
| Rami Malek        | Bohemian Rhapsody      | Freddie Mercury                                 | [ 107 ]                     |         |
| Bradley Cooper    | A Star Is Born         | Jackson Maine                                   | [ 107 ]                     |         |
| Christian Bale    | Vice                   | Vice-Presidente Dick Cheney                     | [ 107 ]                     |         |
| Viggo Mortensen   | Green Book             | Frank "Tony Lip" Vallelonga                     | [ 107 ]                     |         |
| Willem Dafoe      | At Eternity's Gate     | Vincent van Gogh                                | [ 107 ]                     |         |

### Década de 2020
| Ano  | Vencedores e Indicados | Filme                         | Personagem                    | Ref.    |
| ---- | ---------------------- | ----------------------------- | ----------------------------- | ------- |
| 2020 | Joaquin Phoenix        | Joker                         | Arthur Fleck / Coringa        | [ 108 ] |
| 2020 | Antonio Banderas       | Dolor y gloria                | Salvador Mallo                | [ 108 ] |
| 2020 | Leonardo DiCaprio      | Once Upon a Time in Hollywood | Rick Dalton                   | [ 108 ] |
| 2020 | Adam Driver            | Marriage Story                | Charlie Barber                | [ 108 ] |
| 2020 | Jonathan Pryce         | The Two Popes                 | Cardeal Jorge Mario Bergoglio | [ 108 ] |
| 2021 | Anthony Hopkins        | The Father                    | Anthony                       | [ 109 ] |
| 2021 | Chadwick Boseman       | Ma Rainey's Black Bottom      | Levee Green                   | [ 109 ] |
| 2021 | Riz Ahmed              | Sound of Metal                | Ruben Stone                   | [ 109 ] |
| 2021 | Gary Oldman            | Mank                          | Herman J. Mankiewicz          | [ 109 ] |
| 2021 | Steven Yeun            | Minari                        | Jacob Yi                      | [ 109 ] |
| 2022 | Will Smith             | King Richard                  | Richard Williams              | [ 110 ] |
| 2022 | Javier Bardem          | Being the Ricardos            | Desi Arnaz                    | [ 110 ] |
| 2022 | Benedict Cumberbatch   | The Power of the Dog          | Phil Burbank                  | [ 110 ] |
| 2022 | Andrew Garfield        | Tick, Tick... Boom!           | Jonathan Larson               | [ 110 ] |
| 2022 | Denzel Washington      | The Tragedy of Macbeth        | Lord Macbeth                  | [ 110 ] |
| 2023 | Brendan Fraser         | The Whale                     | Charlie                       | [ 111 ] |
| 2023 | Austin Butler          | Elvis                         | Elvis Presley                 | [ 111 ] |
| 2023 | Colin Farrell          | The Banshees of Inisherin     | Pardraic Suillebhain          | [ 111 ] |
| 2023 | Paul Mescal            | Aftersun                      | Calum Paterson                | [ 111 ] |
| 2023 | Bill Nighy             | Living                        | Mr. Williams                  | [ 111 ] |
| 2024 | Cillian Murphy         | Oppenheimer                   | Robert Oppenheimer            | [ 112 ] |
| 2024 | Bradley Cooper         | Maestro                       | Leonard Bernstein             | [ 112 ] |
| 2024 | Colman Domingo         | Rustin                        | Bayard Rustin                 | [ 112 ] |
| 2024 | Paul Giamatti          | The Holdovers                 | Paul Hunham                   | [ 112 ] |
| 2024 | Jeffrey Wright         | American Fiction              | Thelonius "Monk" Ellison      | [ 112 ] |
| 2025 | Adrien Brody           | The Brutalist                 | László Tóth                   | [ 113 ] |
| 2025 | Timothée Chalamet      | A Complete Unknown            | Bob Dylan                     | [ 113 ] |
| 2025 | Colman Domingo         | Sing Sing                     | John "Divine G" Whitfield     | [ 113 ] |
| 2025 | Ralph Fiennes          | Conclave                      | Cardinal Thomas Lawrence      | [ 113 ] |
| 2025 | Sebastian Stan         | The Apprentice                | Donald Trump                  | [ 113 ] |

## Múltiplas vitórias e indicações
| Vitórias         | Ator            | Indicações |
| ---------------- | --------------- | ---------- |
| 3                |                 |            |
| Daniel Day-Lewis | 6               |            |
| 2                | Spencer Tracy   | 9          |
| 2                | Jack Nicholson  | 8          |
| 2                | Marlon Brando   | 7          |
| 2                | Dustin Hoffman  | 7          |
| 2                | Gary Cooper     | 5          |
| 2                | Tom Hanks       | 5          |
| 2                | Fredric March   | 5          |
| 2                | Sean Penn       | 5          |
| 2                | Anthony Hopkins | 4          |
| 2                | Adrien Brody    | 2          |

| Indicações | Ator              |
| ---------- | ----------------- |
| 9          | Laurence Olivier  |
| 9          | Spencer Tracy     |
| 8          | Paul Newman       |
| 8          | Jack Nicholson    |
| 8          | Peter O'Toole     |
| 7          | Marlon Brando     |
| 7          | Leonardo DiCaprio |
| 7          | Dustin Hoffman    |
| 7          | Jack Lemmon       |
| 6          | Richard Burton    |
| 6          | Daniel Day-Lewis  |
| 6          | Denzel Washington |
| 5          | Gary Cooper       |
| 5          | Robert De Niro    |
| 5          | Tom Hanks         |
| 5          | Fredric March     |
| 5          | Paul Muni         |
| 5          | Al Pacino         |
| 5          | Gregory Peck      |
| 5          | Sean Penn         |
| 5          | James Stewart     |
| 4          | Warren Beatty     |
| 4          | Charles Boyer     |
| 4          | Michael Caine     |
| 4          | Albert Finney     |
| 4          | Burt Lancaster    |
| 4          | Anthony Hopkins   |

## Comparativos de idade
| Recorde             | Ator            | Filme       | Idade | Ref.    |
| ------------------- | --------------- | ----------- | ----- | ------- |
| Ganhador mais velho | Anthony Hopkins | The Father  | 83    | [ 114 ] |
| Indicado mais velho | Anthony Hopkins | The Father  | 83    | [ 114 ] |
| Ganhador mais jovem | Adrien Brody    | The Pianist | 29    | [ 114 ] |
| Indicado mais jovem | Jackie Cooper   | Skippy      | 9     | [ 114 ] |